# 伊恩·克羅澤
伊恩·克羅澤（英語：Ian Crozier，1970年/1971年—）是一名美國醫生，因於2014年9月在西非工作時感染伊波拉出血熱後倖存而知名。

## 早期生活
克羅澤出生於羅德西亞維多利亞堡。他在10歲時與家人移民到美國。他就讀於范德堡大學，於1997年獲得醫學博士學位，並在范德堡大學完成內科和傳染病的培訓。
克羅澤後來搬到烏干達，在坎帕拉培訓醫生治療愛滋病毒感染者。

## 伊波拉出血熱
克羅澤於2014年8月起在獅子山共和國凱內馬的伊博拉治療單位為世界衛生組織提供志願服務。
克羅澤於9月6日首次開始出現伊博拉症狀。9月9日，他被世界衛生組織送至亞特蘭大的埃默里大學醫院，成為第三個被送到那裡接受伊博拉治療的美國人。他在那里待了四十天——這是所有在美國的伊波拉病患中最長的，然後於2014年10月19日出院。他的病情被認為比其他病人更嚴重，他接受了腎臟透析和一名已康復的護士的血漿治療。2014年12月，他在接受《紐約時報》採訪時公開透露自己的身份。他說，他想公開身分的原因是感謝埃默里大學在他是那裡的病患時提供的醫療服務，並引起人們對當時正在爆發的疾病的關注。2015年5月，人們發現儘管幾個月來在克羅澤的血液中檢測不到伊博拉病毒，但仍然可以在他的眼球中發現這種病毒。

## 外部連結
- . YouTube. U.S. Food and Drug Administration. September 14, 2015  [2023-05-28]. （原始内容存档于2023-05-28）.